# Yvoy-le-Marron
 Yvoy-le-Marron  es una población y comuna francesa, en la región de Centro, departamento de Loir y Cher, en el distrito de Romorantin-Lanthenay y cantón de Lamotte-Beuvron.

## Demografía
| 519 | 540 | 544 | 483 | 494 | 538 | 595 |
| Para los censos de 1962 a 1999 la población legal corresponde a la población sin duplicidades (Fuente: INSEE [Consultar]) |     |     |     |     |     |     |